# Buckenhofen
Buckenhofen ist ein Gemeindeteil der Großen Kreisstadt Forchheim im Landkreis Forchheim (Oberfranken, Bayern).

## Geografie
Das Pfarrdorf  in der naturräumlichen Landschaftseinheit des Regnitztals liegt etwa eineinhalb Kilometer nordwestlich des Ortszentrums von Forchheim auf einer Höhe von 268 m ü. NHN. Der Ort ist mit dem Siedlungsgebiet des südlich gelegenen Nachbarortes Burk zusammengewachsen.

## Geschichte
Bis zum Beginn des 19. Jahrhunderts unterstand Buckenhofen der Landeshoheit des Hochstifts Bamberg. Die Dorf- und Gemeindeherrschaft übte das Amt Eggolsheim als Vogteiamt aus. Auch die Hochgerichtsbarkeit stand diesem Amt als Centamt zu. Als das Hochstift Bamberg infolge des Reichsdeputationshauptschlusses 1802/03 säkularisiert und unter Bruch der Reichsverfassung vom Kurfürstentum Pfalz-Baiern annektiert wurde, wurde Buckenhofen ein Bestandteil der bei der „napoleonischen Flurbereinigung“ in Besitz genommenen neubayerischen Gebiete.
Durch die Verwaltungsreformen zu Beginn des 19. Jahrhunderts im Königreich Bayern wurde Buckenhofen mit dem Zweiten Gemeindeedikt 1818 eine Ruralgemeinde. Im Zuge der Gebietsreform in Bayern wurde die Gemeinde Buckenhofen am 1. Mai 1978 in die Stadt Forchheim eingegliedert.

## Verkehr
Die aus dem Norden von Pautzfeld kommende Kreisstraße FO 24 durchquert den Ort und mündet südlich davon in die Kreisstraße FO 13 ein. Vom ÖPNV wird Buckenhofen an mehreren Haltestellen der Buslinien 263 und 265 des VGN bedient. Der nächstgelegene Bahnhof an der Bahnstrecke Nürnberg–Bamberg befindet sich in Forchheim.

## Sehenswürdigkeiten

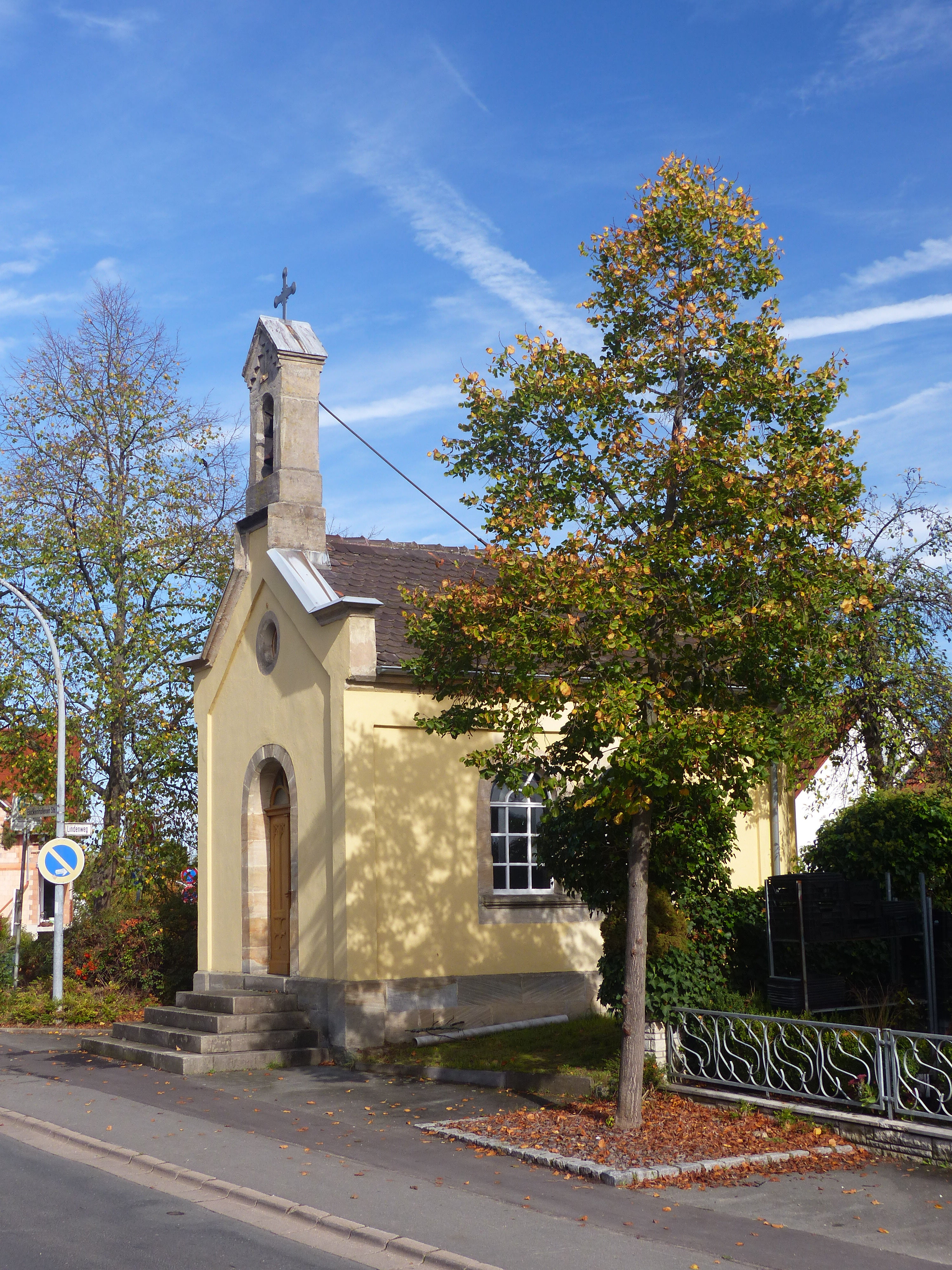
Die Kapelle „Sankt Maria“

In und um Buckenhofen gibt es sieben denkmalgeschützte Objekte, darunter zwei Kapellen und ein Wohnstallhaus.